# Козелецкий льнозавод
Козелецкий льнозавод — бывшее промышленное предприятие в посёлке городского типа Козелец Козелецкого района Черниговской области Украины.

## История
Льнозавод мощностью 6,5 тыс. тонн льноволокна в год был построен в 1954 году на окраине райцентра Козелец в соответствии с пятым пятилетним планом развития народного хозяйства СССР, сырьё для него производили колхозы Козелецкого района.
Производственные показатели восьмой пятилетки (1966 - 1970 гг.) льнозавод выполнил 103 процента.
В 1950е - 1960е годы Козелецкий льнозавод являлся одним из передовых предприятий района, за производственные достижения к началу 1972 года 40 его работников были занесены на Доску почёта и в Книгу почёта, трём бригадам было присвоено звание бригад коммунистического труда.
В соответствии с девятым пятилетним планом развития народного хозяйства СССР (1971 - 1975) предусматривалось расширение производственных мощностей завода.
В целом, в советское время завод входил в число крупнейших предприятий Козельца.
В мае 1995 года Кабинет министров Украины утвердил решение о приватизации льнозавода, в дальнейшем государственное предприятие было преобразовано в коллективное предприятие, позднее оно было реорганизовано в открытое акционерное общество.